# Nico Luijpen
Wilhelmus Antonius Maria ('Nico') Luijpen (Hilversum, 22 mei 1922 – Eindhoven, 29 september 1980) was een Nederlandse Augustijner monnik en filosoof. Hij dacht en schreef vooral vanuit het existentialisme en de fenomenologie. Zijn publicaties droegen veel bij aan de verspreiding van deze denkstromingen in het Nederlandse taalgebied en werden ook veel naar het Engels, Spaans en Duits vertaald.
Hij studeerde te Rome, Parijs, Leuven en Freiburg. Door zijn intellectuele ontwikkelingsgang verwijderde hij zich gaandeweg van de neoscholastiek en verdiepte hij zich met vrucht in het existentialisme. Denkers als Heidegger, Merleau-Ponty, Marcel en Sartre waren een inspiratie voor Luijpen; tegelijkertijd voerde hij met hen vaak felle discussies en verdedigde hij het thomisme. Leuvense filosofen die van invloed waren, waren met name Alphonse De Waelhens en Albert Dondeyne.
Aanvankelijk was Luijpen docent aan het Eindhovense Philosophicum Augustinianum. Sinds 1968-1969 was hij vanwege de Radboudstichting buitengewoon hoogleraar (cultuurfilosofie) aan de Economische Hogeschool Tilburg, en bijzonder hoogleraar (thomistische filosofie) aan de Technische Hogeschool Delft. Ook was hij gedurende enige tijd visiting professor aan de universiteit van Pittsburgh.
Luijpen schuwde de polemiek niet: zo voerde hij in een van zijn werken een discussie met Fokke Sierksma over het wezen van de religieuze ervaring. Ook de verwetenschappelijkte mensvisie (sciëntisme) en het pessimisme van de kritische theorie spaarde hij zijn confronterende beoordeling bepaald niet.
Voor de fenomenologie van Luijpen zijn drie elementen constitutief: (1) existeren, (2) "zien", (3) is-"zeggen". "Existeren" kan zowel inauthentiek als authentiek existeren betekenen. "Zien" wordt opgevat in de breedst denkbare zin van het woord, vanaf de waarneming van een object, via de wetenschappelijke verklaring van een object, tot en met ethische en religieuze "wijzen van zien". Ook het is-"zeggen" doorloopt een scala aan betekenissen, vanaf het meest onuitgesproken, impliciete "is"-"zeggen" tot en met het meest uitgesproken, expliciete is-"zeggen". Van het eerste is sprake in het gewone leven ( de Lebenswelt), van het tweede in de wetenschappen zoals de natuurwetenschappen, de rechtswetenschap en de theologie. Het expliciete is-"zeggen" zal de rijkdom van het impliciete "is"-"zeggen" nooit kunnen inhalen.

## Uitspraak
- Kan ik het soms helpen? De filosofie is geen hospitaal!

## Boekpublicaties
- De psychologie van de verveling (Dissertatie. Amsterdam, Parijs, 1951)
- Existentie-ervaring en theologie (Tielt, 1952)
- Existentiële fenomenologie (Utrecht, 1959, 1966, 7e herdruk; vertaald en vele malen herdrukt in het Spaans, Engels en Pools)
- Methoden van wijsbegeerte, met J.J. de Jongh en C.G.F. Braun (Utrecht, 1961)
- De fenomenologie is een humanisme (Amsterdam, 1961, herdruk 1963; vertaald in het Engels en in het Spaans)
- Fenomenologie en atheïsme (Utrecht, 1963; vertaald in het Engels)
- Fenomenologie en metafysica (Utrecht, 1966; vert in het Engels)
- Structuur en functie van het bewustzijn (Wassenaar, 1967)
- Fenomenologie van het natuurrecht (Utrecht, 1966, herdruk 1969; vertaald in het Spaans en het Duits)
- Nieuwe inleiding tot de existentiële fenomenologie (Utrecht, 1966, 1969, 4e herdr.)
- De erwtensoep is klaar! : filosoferen over de religieuze existentie (Bilthoven, 1970)
- God! Goddank! Godverd....! : het roepen van de naam God (Brugge, Utrecht, 1971; vertaald in het Engels, Duits, Italiaans en Frans)
- Ethiek in de politiek (Baarn, 1973)
- Theologie is antropologie (Meppel, 1974; vertaald in het Engels)
- Het noemen van de naam 'God' (Hilversum, 1976, 1980 4e druk - herzien en aangevuld)
- Inleiding tot de existentiële fenomenologie (1969; Utrecht, 1976; 1980)
- Rechtvaardigheid (Zwolle, 1975, herdruk 1979)

Rede: 
- De filosofie is geen hospitaal! (Inaugurele rede Delft. Nijmegen, 1969)

- Bibsys: 90863323
- CiNii: DA05847584
- Digitale Bibliotheek voor de Nederlandse Letteren: luij010
- Gemeinsame Normdatei: 140743782
- International Standard Name Identifier: 0000 0001 0872 9611
- Library of Congress Control Number: n79104314
- Bibliotheek van het Japanse parlement: 00448184
- Nationale bibliotheek van Australië: 36586957
- Nationale Bibliotheek van Israël: 987007264594705171
- Nationale Bibliotheek van Polen: a0000002014141
- Nederlandse Thesaurus van Auteursnamen: 068276133
- Réseau des bibliothèques de Suisse occidentale: 02-A003535731
- Système universitaire de documentation: 160758912
- Trove: 383823
- Virtual International Authority File: 15299523
- WorldCat: E39PBJwd9GBCkw4yFd7MBjD6rq